# Promenade des bœufs gras de Bazas
La promenade des bœufs gras de Bazas ou, officiellement et en gascon, passejada deus bueus gras de Vasats est une célébration usuelle de la population bazadaise, se déroulant chaque année lors du carnaval en Gironde.
Ce rite ancien est répertorié dans l'inventaire du patrimoine culturel immatériel en France.

## Historique
D'une façon générale, la promenade de bœufs gras est une pratique ancienne et très courante aussi bien en France qu’en Europe. Elle n’est cependant plus autant pratiquée qu’autrefois. En 2017, seules quelques communes célèbrent ce rituel.
Dans le Bazadais, la promenade des bœufs gras remonterait au Moyen Âge. Elle serait issue d’une ancienne tradition remontant au XIIIe siècle, quand le roi d'Angleterre Édouard Ier, également duc d'Aquitaine, permit à l’évêché de Bazas de recevoir un taureau une fois par an de la part des paysans. À cette occasion, ceux-ci peuvent également faire défiler leurs bêtes dans les rues de la ville et inviter les habitants à se réjouir avec eux. Cet évènement est également célébré lors de la fête de la Saint-Jean. Ces deux fêtes sont d'ailleurs étroitement liées.
Dans le Bazadais, ne subsiste plus aujourd’hui des fêtes de carnaval que la promenade des bœufs gras le Jeudi Gras, jeudi qui précède le Mardi gras. La fête a pris avec le temps la dimension d’une foire agricole et d'une journée de promotion de la filière économique liée à la dénomination géographique « Bœuf de Bazas ».

## Les festivités
Ce rituel, nommé populairement « carnaval », est donc maintenant orienté essentiellement vers la filière agricole « Bœuf de Bazas ». Les bêtes sont honorées dans les rues et participent à un concours.

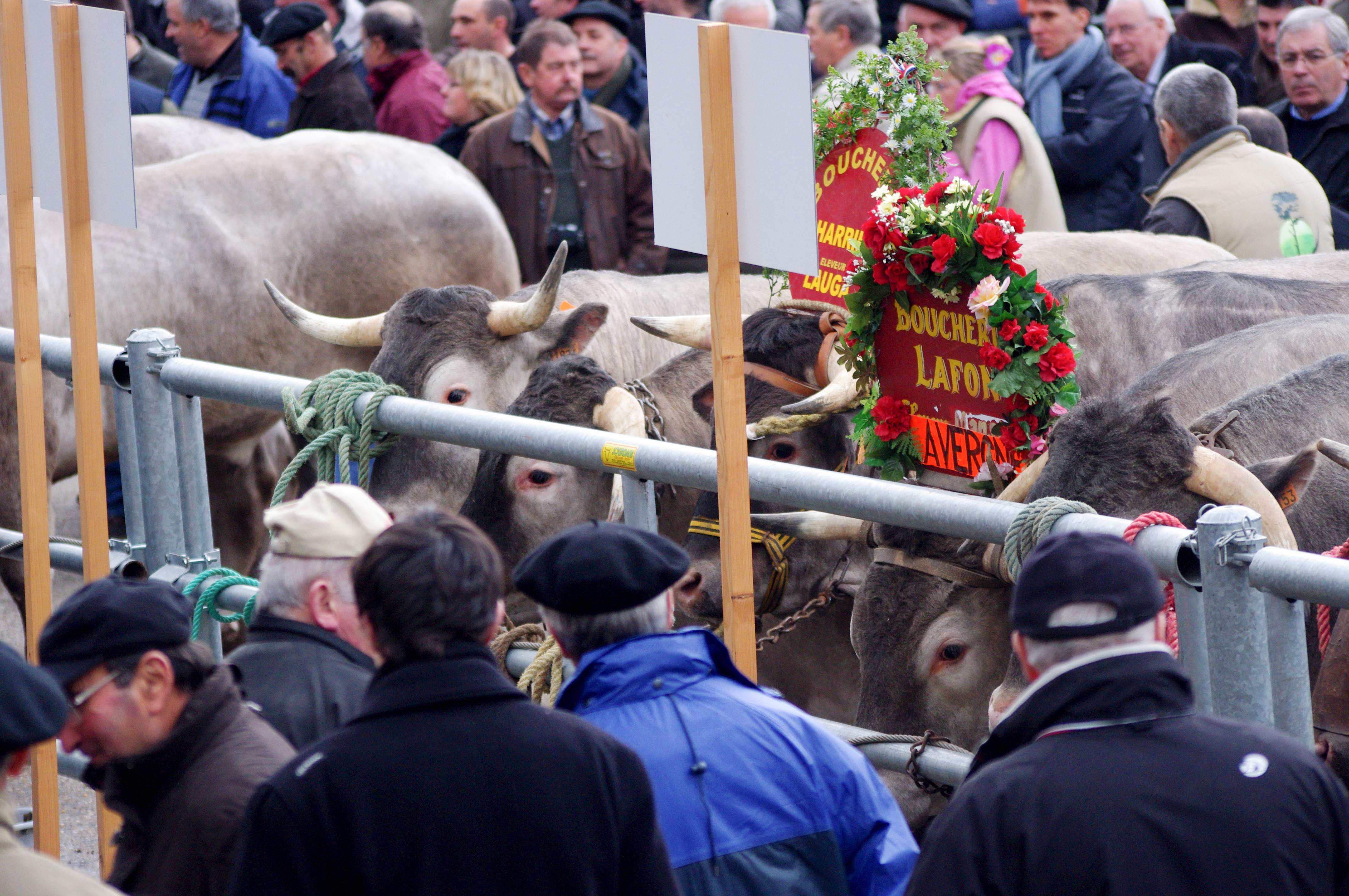
Marché aux bœufs gras à Bazas

La journée du jeudi commence par la pesée des bêtes et leur évaluation. Les bœufs sont jugés en fonction de leur qualité bouchère et de leur conformité à la race bazadaise. Ensuite, le défilé des bœufs, dont les cornes sont ornées de fleurs, démarre et déambule dans la ville selon un trajet précis. Ce sont les agriculteurs qui choisissent une paire de bœufs qu’ils pourront présenter au concours. Les bêtes sont accompagnées de chars, dont les thèmes ont été choisis par les éleveurs, et de groupes musicaux, les ripatauleras. Des échassiers se mêlent aussi à la foule. Durant le défilé, les ripatauleras s’invitent dans les boucheries pour jouer un rigaudon en l’honneur du boucher. La foule participe en chantant et en distribuant des beignets. L’arrivée devant la cathédrale marque le début du concours, puis les animaux reforment finalement le cortège qui les conduira à l’abattoir. Les musiciens interprètent alors un dernier hommage, « La Mort du Bœuf ».
Un banquet entre agriculteurs, bouchers et officiels clôt la journée.

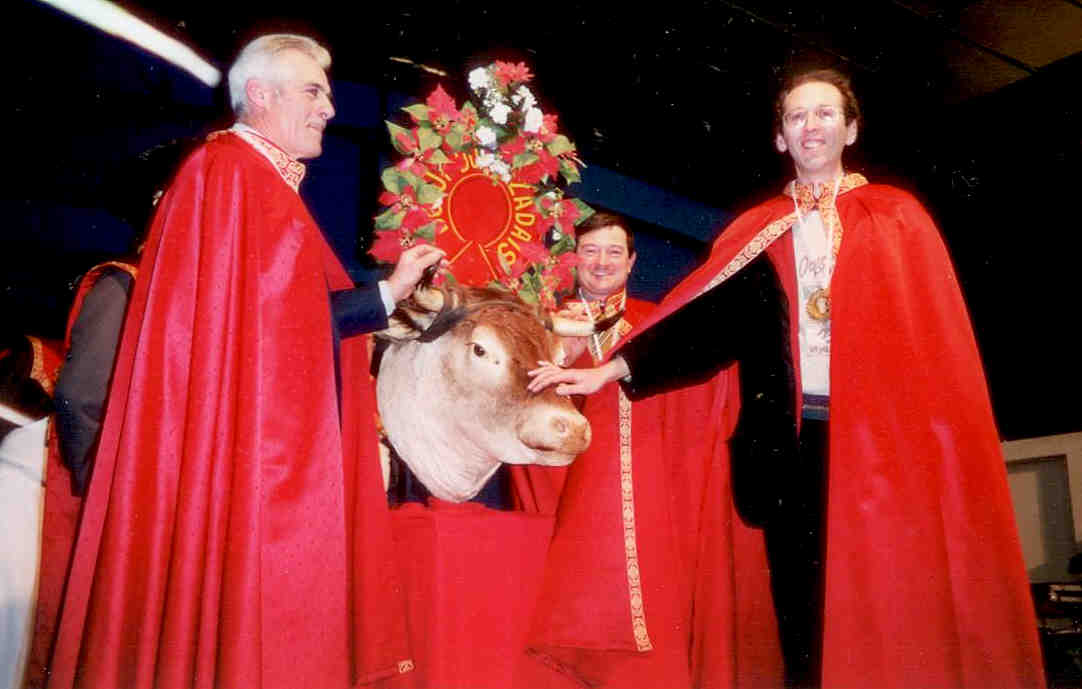
Basile aux Bœufs Gras de Bazas1999